# Cyphon confusus
Cyphon confusus is een keversoort uit de familie moerasweekschilden (Scirtidae). De wetenschappelijke naam van de soort werd in 1930 gepubliceerd door Brown.